# Haribo

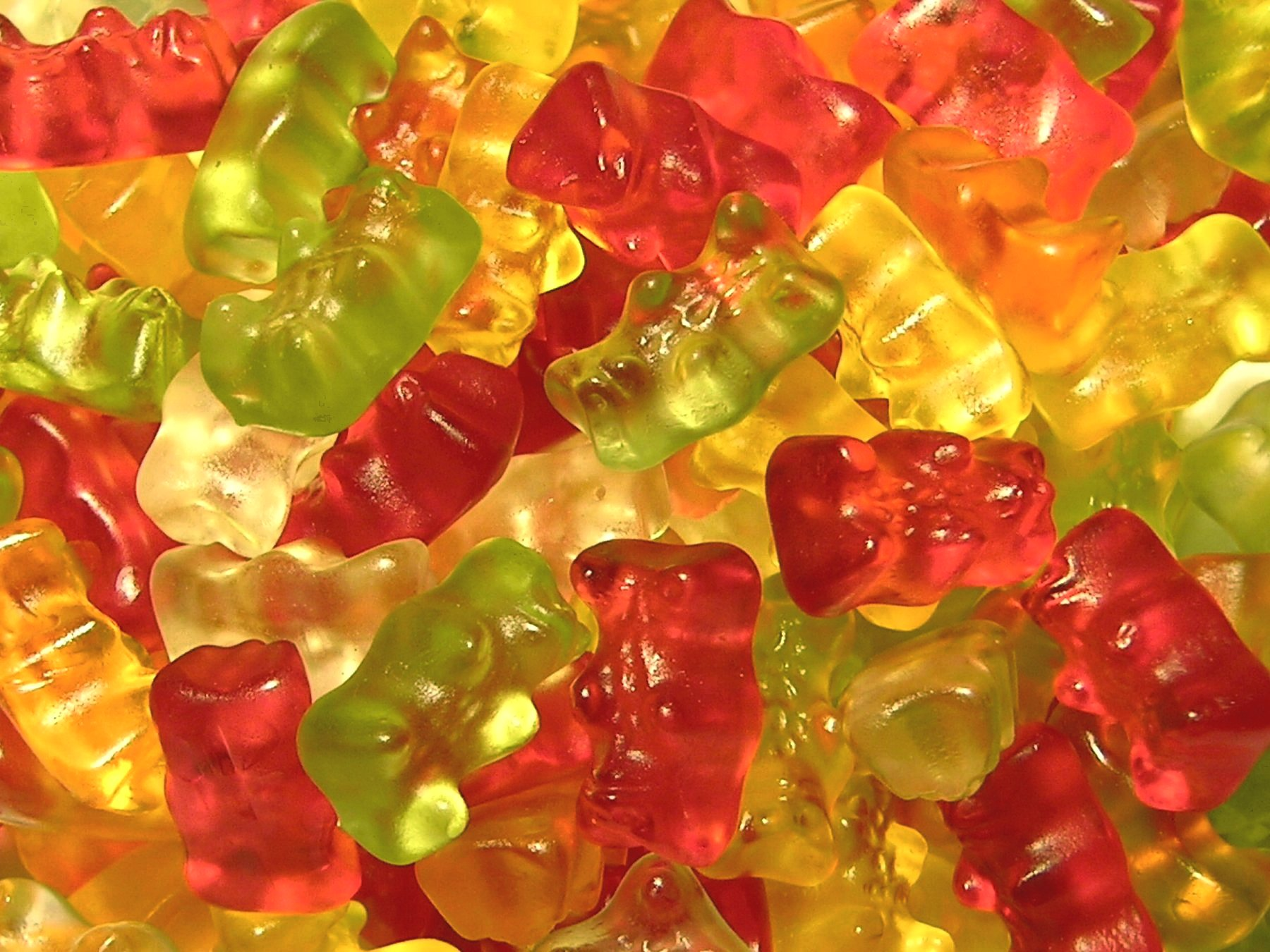
Gumoví medvídci

Haribo je německá firma, založená roku 1922 v Bonnu Hansem Rieglem, která vyrábí bonbóny nejrůznějšího druhu. Jméno firmy je zkratka z Hans Riegel, Bonn.
Dnes je Haribo největší výrobce gumových a želé sladkostí na světě, také vyrábí gumové medvídky, lékořici a spousty dalších. Má pět výroben v Německu a dalších 13 po celé Evropě. Téměř v každém státě Evropy je prodejna těchto bonbónů, stejně jako v USA.